# DoubleClick

logo da empresa

DoubleClick é uma agência de marketing especializada em mídia eletrônica (marketing de banner, motores de busca e Rich-Media), pertencente à empresa Google Inc..
DoubleClick, com sede em Nova Iorque, foi fundada em 1998 e adquirida pela empresa estadunidense de private equity Hellman & Friedman, em julho de 2005. Em abril de 2007, a DoubleClick foi comprada pela Google.

## Google aposenta DoubleClick e AdWords
Em 27 de junho de 2018, a Google retira as marcas DoubleClick e AdWords para simplificar os pontos de entrada para anunciantes e vendedores de anúncios. Sua ferramenta básica para anúncios agora será chamada Google Ads, com acesso ao inventário na pesquisa do Google, seu servidor de vídeo do YouTube, a loja de aplicativos do Google Play e três milhões de parceiros.